# 易县博物馆
易县博物馆，位于河北省保定市易县易州镇易水名苑，是集中展现易县历史文化的博物馆。

## 简介
易县博物馆位于易县县城西2.5公里处的易水文化产业园，总建筑面积4100平方米，展陈面积3000多平方米，建设总投资6000多万元。2017年12月6日开馆。以易县历史文化遗产陈列为基础，展出文物500多件（套）。陈列主题为“易水长歌”，分为8个部分：先民足迹、燕国风范、郡县之制、雄关福地、气壮山河、梦想起航、易州流风、易州遗珍。其中的北福地遗址单元复原了1985年文物考古发掘现场，展出了复制的刻陶面具。北福地遗址出土了十多件刻陶面具，是目前中国所见年代最早、保存最完整的史前面具。“燕都风范”展厅内展出了宫门构件“透雕龙凤纹铜铺首”的复制品，该构件1966年自燕下都遗址出土，原件藏河北博物院。展品中还有国家一级文物、清道光年间的《皇朝舆地总图》。另外还有易县八佛洼辽三彩罗汉组像的复原像，该罗汉组像原先秘藏在易县峨眉寺附近的睒子洞，20世纪初被列强盗运出境，盗运过程中部分罗汉像被摔碎，迄今存世仅10尊。